# Janny Venema
Janny Venema (Jansje Venema en néerlandais) est une historienne et auteure néerlandaise employée principalement dans le cadre du Projet New Netherlands à Albany, New York. Elle est reconnue pour son ouvrage sur la période coloniale néerlandaise de la ville d'Albany alors appelée Beverwijck.

## Biographie
Née en 1951 dans la ville de Nijeveen aux Pays-Bas, elle étudia en histoire et la langue néerlandaise au collège Ubbon-Emmius dans de Groningen. Après avoir passé sept années (1977 à 1984) à enseigner ces deux matières à Haarlem, elle traversa l'Atlantique après avoir été embauchée dans le cadre du « Projet New Netherlands » qui s'attaque à la traduction de plus de 12 000 documents datant de l'époque coloniale néerlandaise, la Nouvelle-Néerlande. Sa thèse de doctorat à l'Université de l'État de New York à Albany a été publiée aux Pays-Bas sous le titre « Kinderen van weelde en armoede. Armoede en liefdadigheid in Beverwijck/Albany, c. 1650-1700 »